# Margarites albolineatus
Margarites albolineatus är en snäckart som först beskrevs av E. A. Smith 1899.  Margarites albolineatus ingår i släktet Margarites och familjen pärlemorsnäckor. Inga underarter finns listade i Catalogue of Life.